# ماهی کت‌چرمی تک‌شاخ
ماهی کت‌چرمی تک‌شاخ(نام علمی: Aluterus monoceros) نام یک گونه از تیره سوهان‌ماهی است.